# ガラボヴォ
ガラボヴォ（ブルガリア語: Гълъбово、ブルガリア語発音: [ˈɡɤɫɐbovo]）は、ブルガリア南部のスタラ・ザゴラ州にある町。同名のガラボヴォ市（基礎自治体、オプシュティナ）の行政の中心地で、人口は8404人（2009年12月）である。
上トラキア平原の南東部に位置し、近くにマリツァ・イズトク第1火力発電所がある。住民は大多数がブルガリア正教会を信仰するブルガリア人である。石炭や発電所に関連した産業が中心だが、失業率はかなり高い。

## 基礎自治体
ガラボヴォ市にはガラボヴォ町のほか、下記の10の村からなる。
- アプリロヴォ (Aprilovo)
- グラヴァン (Glavan)
- イスクリツァ (Iskritsa)
- マドレツ (Madrets)
- メドニカロヴォ (Mednikarovo)
- ムサチェヴォ (Musachevo)
- オブルチシュテ (Obruchishte)
- ポモシュトニク (Pomoshtnik)
- ラズデルナ (Razdelna)
- ヴェリコヴォ (Velikovo)